# Lavans-Quingey
Lavans-Quingey je francouzská obec v departementu Doubs v regionu Burgundsko-Franche-Comté. Žije zde 182 obyvatel.

## Geografie

### Sousední obce
| Růžice kompasu |         | Quingey        | Cessey           | Růžice kompasu |
| Růžice kompasu | Lombard | Sever          | Palantine        | Růžice kompasu |
| Růžice kompasu | Lombard | Lavans-Quingey | Palantine        | Růžice kompasu |
| Růžice kompasu | Lombard | Jih            | Palantine        | Růžice kompasu |
| Růžice kompasu |         | Pessans        | Goux-sous-Landet | Růžice kompasu |